# Kamjanka (Kamjanez-Podilskyj)
Kamjanka (ukrainisch Кам'янка; russisch Каменка Kamenka) ist ein Dorf in der ukrainischen Oblast Chmelnyzkyj mit etwa 2100 Einwohnern (2001).

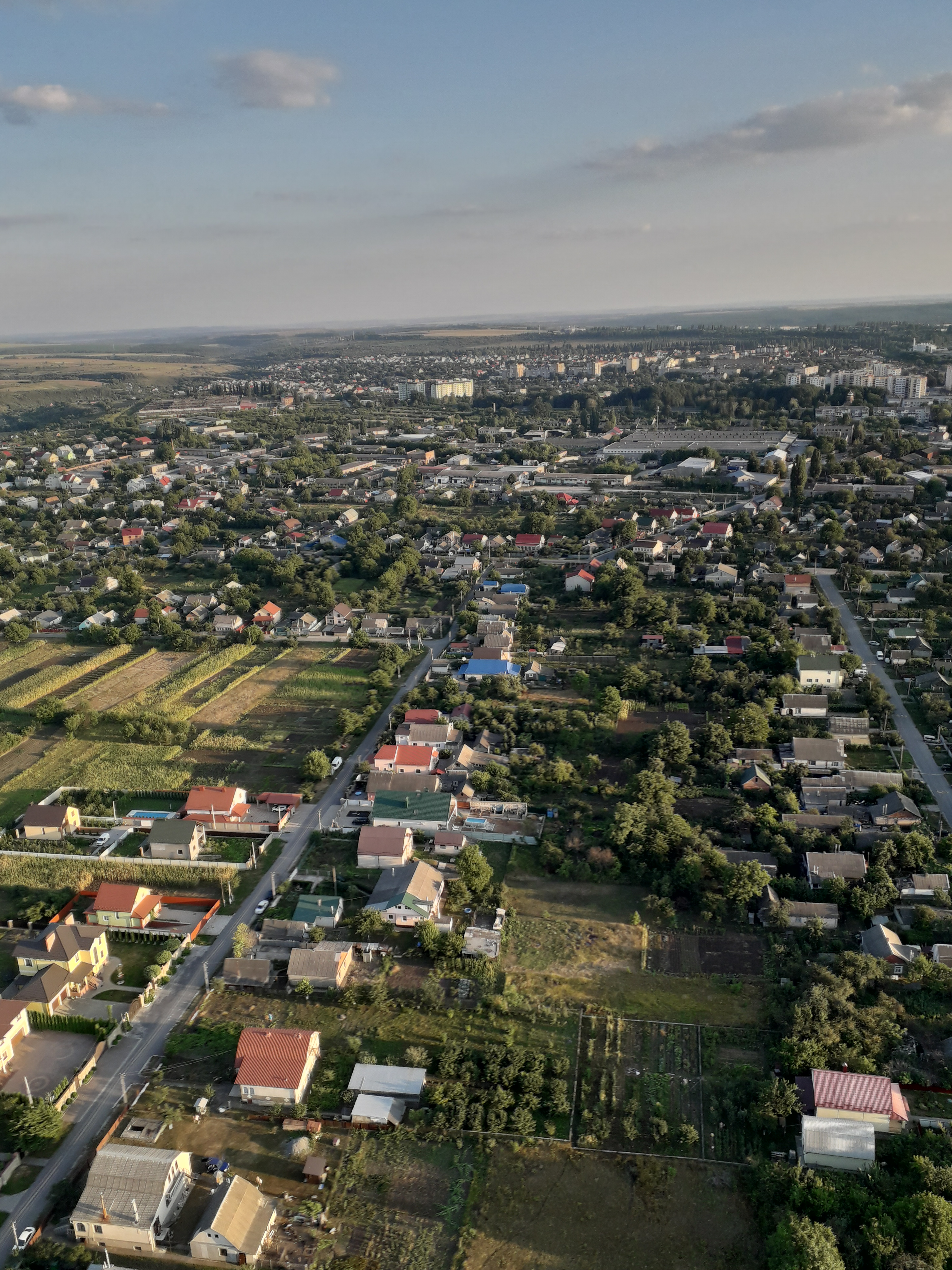
Luftbild des Ortes

Das 1872 gegründete Dorf hieß bis 7. März 1946 Mukscha-Boryschkowezka (Мукша-Боришковецька).
Kamjanka hat eine Fläche von 3,567 km² und liegt auf einer Höhe von 197 m am rechten Ufer der Mukscha (Мукша), einem 56 km langen, linken Nebenfluss des Dnister.
Kamjanka grenzt im Westen an das Rajonzentrum Kamjanez-Podilskyj und im Süden an das Dorf Mukscha Kytajhorodska. Das Oblastzentrum Chmelnyzkyj liegt 94 km nördlich vom Dorf.
Am 12. Juni 2020 wurde das Dorf ein Teil der Landgemeinde Slobidka-Kultschijewezka, bis dahin bildete es die gleichnamige Landratsgemeinde Kamjanka (Кам'янська сільська рада/Kamjanska silska rada) im Zentrum des Rajons Kamjanez-Podilskyj.